# Gara Bucureștii Noi
Gara Bucureștii Noi este o stație de cale ferată din cartierul Bucureștii Noi care deservește București, România.
Aici trec trenuri din direcția București Nord către Craiova, Roșiori de Vede, Videle și Giurgiu.